# Duo seat cover
Een duo seat cover is een kunststof kap die over het achterste deel van een duozadel van een motorfiets is aangebracht.
Hierdoor krijgt de motorfiets een sportief uiterlijk: het lijkt of er slechts een eenpersoons zadel op zit, zoals bij een echte wegrace-motor. Als er een passagier moet worden vervoerd kan de duo seat cover afgenomen worden.